# Robert Quardt
Robert Quardt SCJ (* 27. August 1893 in Kupferdreh; † 17. Juli 1971 in Freiburg im Breisgau) war ein deutscher katholischer Priester, Erzieher und geistlicher Schriftsteller.

## Leben
Er legte nach dem Noviziat bei den Dehonianern in Sittard, wo er den Ordensnamen Bruno erhielt, 1915 seine Profess ab. Nach der Priesterweihe 1920 war er in Sittard, Düsseldorf und Bendorf-Sayn tätig. Er war von 1924 bis 1933 an der Schule der Herz-Jesu-Priester in Handrup als Präfekt für die Schüler tätig, anschließend war er Rektor der Studienhauses der Kongregation in Freiburg. Von 1942 bis 1946 wirkte Quardt als Seelsorger in Osnabrück und war danach bis 1949 Rektor der Schule in Handrup.

## Schriften (Auswahl)
- Der letzte Papstkönig. Aus dem Leben Pius’ IX. Kevelaer 1962, OCLC 73654366.
- Millionärin ohne Hab und Gut. Aus dem Leben der Ordensstifterin Maria Kasper. München 1964, OCLC 1203500940.
- Mensch unter Menschen. Aus dem Leben des Papstes Johannes XXIII. Kevelaer 1964, OCLC 73654361.
- Novene zur heiligen Theresia vom Kinde Jesus. Kirchenlehrerin. Hauteville 2010, ISBN 978-2-88022-842-2.